# شوی (بانه)
شوی (بانه)، روستایی از توابع بخش مرکزی شهرستان بانه در استان کردستان ایران است. روستای شوی از روستاهای با اصالت کردستان محسوب می شود.

## جمعیت
این روستا در دهستان شوی قرار دارد و براساس سرشماری مرکز آمار ایران در سال ۱۳۹۵، جمعیت آن 1820 نفر (478 خانوار) بوده‌است.